# Waldwic
Waldwic es una histórica casa de plantación de estilo gótico carpintero y un distrito histórico ubicado al oeste de la Carretera 69 de Alabama, al sur de Gallion, Alabama, Estados Unidos. Construida como residencia principal y sede de una granja de trabajo forzado operada por personas esclavizadas, Waldwic está incluida en la Presentación de Propiedades Múltiples de las Casas de Plantación de Alabama Canebrake y sus Dependencias Asociadas.  La casa principal y las dependencias de la plantación se agregaron al Registro Nacional de Lugares Históricos el 22 de julio de 1994.

## Historia
La casa de Robert Gracey comenzó en 1840 como "una modesta casa de campo con galería" y luego se amplió y renovó en estilo neogótico en 1852.  La fachada entonces se parecía a una representación de "Waldwic Cottage" del volumen dos de "The Architect: A series of original designs for domestic and ornamental cottages and villas (1851)" de William H. Ranlett. Ranlett podría haber participado en el diseño de la renovación, ya que fue contratado por otros sureños adinerados, pero es igualmente probable que el diseño de Ranlett inspirara la casa y el nombre (al que finalmente se le añadió una "k"). El trabajo de carpintería fue completado por Peter Lee y Joe Glasgow, hábiles artesanos esclavizados por el capitán HA Tayloe, propietario de la vecina Macon Station Plantation. Lee y Glasgow también construyeron la Iglesia Episcopal de San Andrés (Prairieville, Alabama) (1853-1854) en estilo gótico carpintero y la carpintería interior decorativa. La viuda de Gracey se volvió a casar tras la muerte de Robert con Willis Bocock en 1856. El censo estadounidense de 1860 del condado de Marengo indica que Bocock esclavizó a 127 personas ese año y el mapa de la década de 1870 del condado de Hale lo registra todavía como propietario. La propiedad de Waldwic estaba originalmente dentro del condado de Marengo, pero esta parte de Marengo se añadió al condado de Hale tras su creación en 1867. La nieta de Robert Gracey, Bertha Gracey Steele, se casó en Waldwic en 1889 con William Micajah Spencer. Era abogado y fue elegido para el Senado de Alabama en 1901.  La casa es una de las únicas 20 estructuras residenciales de estilo neogótico que quedan en Alabama.  Otras residencias históricas e destilo neogótico en la zona incluyen Ashe Cottage en Demopolis y Fairhope Plantation en Uniontown. 
|                                  |
| Front and side elevation in 2008 |

|                                                        |
| HABS photo of the main house at Waldwic, taken in 1935 |

|                            |
| Servant's quarters in 2008 |

|                                     |
| The same servant's quarters in 1935 |

|                        |
| Parlor windows in 1935 |

|                          |
| Parlor fireplace in 1935 |

|  |
|  |